# Maurissa Tancharoen
Maurissa Tancharoen Whedon (Los Ángeles, California; 28 de noviembre de 1975) es una guionista, productora, actriz, cantante, bailarina y compositora estadounidense de origen tailandés.

## Carrera
El primer guion escrito y vendido por Tancharoen llegó en 2001 cuando Revolution Studios compró su historia aún sin titular sobre dos policías asiáticos-americanos del FBI que investigan a una pandilla del centro-sur de Los Ángeles trabajando de encubierto como empleados de una tienda coreana. Sus trabajos como productora incluyen su papel como asistente del productor Mark Tinder en la serie NYPD Blue y de William M. Finkelstein en Brooklyn South, además de ser una de las productoras ejecutivas de la serie DanceLife.
Como escritora y editora de guiones, Tancharoen ha trabajado en Agents of S.H.I.E.L.D., en las series de la cadena Starz Spartacus: Gods of the Arena, Drop Dead Diva, Dollhouse y en la sitcom de corta duración Oliver Beene. También trabajó en Spartacus: Vengeance.
Además de escribir, Tancharoen tuvo un breve rol como actriz en Dollhouse interpretando a Kilo (cuyo nombre, al igual que el del resto de los "activos" de Los Ángeles, proviene del alfabeto radiofónico), y coescribió y cantó junto a Jed Whedon la canción "Remains", para el episodio de Dollhouse titulado "Epitaph One". Coescribió junto a Whedon la miniserie web Dr. Horrible's Sing-Along Blog, estrenada en 2008, y tuvo un breve rol como Groupie #1, además de aparecer en el comentario en audio para DVD "Commentary! The Musical", en el cual canta sobre la escasez de roles no estereotipados en cine y televisión para actores de origen asiático. Luego, apareció cantando en pantalla en la adaptación de la obra de William Shakespeare Much Ado About Nothing realizada por Joss Whedon en 2012. Proveyó la voz para las canciones cantadas por el personaje de Zelda en el episodio titulado "The Musical", de la segunda temporada de The Legend of Neil, una parodia de la saga de videojuegos The Legend of Zelda y también realizó coros y bailó para el video de la canción humorística "(Do You Wanna Date My) Avatar", aparecido en la serie web The Guild el 17 de agosto de 2009.
Tancharoen trabajó junto a Jed y Joss Whedon cuando este último estuvo a cargo de la dirección de la película Los Vengadores, estrenada en 2012. Desde 2013 y hasta 2020 fue escritora y productora ejecutiva de la serie Agents of S.H.I.E.L.D., de la cadena ABC, la cual creó junto a su esposo Jed Whedon.

## Vida personal
Tancharoen tiene descendencia asiática y estadounidense y ha afirmado que su apellido es de origen tailandés. Asistió al Occidental College, donde escribió dos obras teatrales que ganaron el premio literario Argonaut & Moore. Su padre, Tommy Tancharoen, es un encargado de transporte que ha trabajado en una gran cantidad de producciones de Hollywood. Su hermano Kevin Tancharoen es un director de cine y televisión, cuyo debut en la pantalla grande se produjo en 2009 con el estreno de la película Fame.
Está casada desde el 19 de abril de 2009 con su compañero escritor y productor Jed Whedon, hermano de Joss Whedon. Su primera hija, Bennie Sue Whedon, nació en junio de 2015.
Durante su adolescencia, Tancharoen fue miembro de la banda femenina "Pretty in Pink". La agrupación se separó antes de llegar al éxito, y muy poco después a Tancharoen se le diagnosticó lupus, por lo que tuvo que someterse a quimioterapia.

## Premios
En 2009, Tancharoen ganó un Streamy Award al Mejor guion para una serie web de comedia por Dr. Horrible's Sing-Along Blog.

## Filmografía

### Como escritora y productora
| Televisión | Televisión                     | Televisión                               | Televisión                 |
| Año        | Título                         | Rol                                      | Notas                      |
| ---------- | ------------------------------ | ---------------------------------------- | -------------------------- |
| 2003       | Oliver Beene                   | Escritora                                |                            |
| 2004       | Britney Spears Live from Miami | Escritora; directora de segmentos        | Documental para televisión |
| 2008       | Dr. Horrible's Sing-Along Blog | Escritora; 3 episodios                   | Miniserie web              |
| 2008       | Commentary! The Musical        | Escritora                                | Cortometraje musical       |
| 2009       | Drop Dead Diva                 | Escritora; 1 episodio                    |                            |
| 2009-2010  | Dollhouse                      | Escritora; 6 episodios                   |                            |
| 2011       | Spartacus: Gods of the Arena   | Escritora; 1 episodio                    |                            |
| 2013-2020  | Agents of S.H.I.E.L.D.         | Creadora, directora ejecutiva, escritora |                            |